# Geomyphilus viceversus
Geomyphilus viceversus är en skalbaggsart som beskrevs av Matthew J. Paulsen 2006. Geomyphilus viceversus ingår i släktet Geomyphilus och familjen Aphodiidae. Inga underarter finns listade i Catalogue of Life.